# Noah Hanifin
Noah Hanifin, född 25 januari 1997, är en amerikansk professionell ishockeyback som spelar för Vegas Golden Knights i NHL.
Han har tidigare spelat för Calgary Flames och Carolina Hurricanes i NHL, Boston College Eagles i NCAA samt Team USA i USHL.

## Klubblagskarriär

### NHL

#### Carolina Hurricanes
Hanifin draftades av Carolina Hurricanes i första rundan i 2015 års draft som femte spelare totalt.

#### Calgary Flames
Den 23 juni, under NHL-draften 2018, blev han tillsammans med Elias Lindholm tradad till Calgary Flames, i utbyte mot Dougie Hamilton, Micheal Ferland och Adam Fox.

## Statistik
| 2010–2011  | St. Sebastian's Arrows |            | 27  | 2  | 9   | 11  | —  | —  | — | —  | —  | — |
| 2011–2012  | St. Sebastian's Arrows |            | 28  | 5  | 24  | 29  | —  | 11 | 9 | 11 | 20 | 4 |
|            | Boston Advantage       | T1EHL      | 9   | 1  | 1   | 2   | 5  | —  | — | —  | —  | — |
| 2012–2013  | St. Sebastian's Arrows |            | 28  | 10 | 24  | 34  | —  | —  | — | —  | —  | — |
|            | Cape Cod Whalers       |            | 10  | 1  | 2   | 3   | 19 | —  | — | —  | —  | — |
| 2013–2014  | Team USA               | USHL       | 31  | 6  | 14  | 20  | 18 | —  | — | —  | —  | — |
|            | U.S. National U17 Team |            | 45  | 8  | 24  | 32  | 34 | —  | — | —  | —  | — |
|            | U.S. National U18 Team |            | 14  | 2  | 11  | 13  | 4  | —  | — | —  | —  | — |
| 2014–2015  | Boston College Eagles  | NCAA       | 37  | 5  | 18  | 23  | 16 | —  | — | —  | —  | — |
| 2015–2016  | Carolina Hurricanes    | NHL        | 79  | 4  | 18  | 22  | 22 | —  | — | —  | —  | — |
| 2016–2017  | Carolina Hurricanes    | NHL        | 81  | 4  | 25  | 29  | 26 | —  | — | —  | —  | — |
| 2017–2018  | Carolina Hurricanes    | NHL        | 79  | 10 | 22  | 32  | 21 | —  | — | —  | —  | — |
| 2018–2019  | Calgary Flames         | NHL        | 80  | 5  | 28  | 33  | 12 | 5  | 0 | 1  | 1  | 4 |
| 2019–2020  | Calgary Flames         | NHL        | 70  | 5  | 17  | 22  | 12 | 10 | 0 | 4  | 4  | 0 |
| NHL totalt | NHL totalt             | NHL totalt | 389 | 28 | 110 | 138 | 93 | 15 | 0 | 5  | 5  | 4 |

### Internationellt
| Källa: Uppdaterad: 2020-01-04 | Källa: Uppdaterad: 2020-01-04 | Källa: Uppdaterad: 2020-01-04 |         | Utv = Utvisningsminuter | Utv = Utvisningsminuter | Utv = Utvisningsminuter | Utv = Utvisningsminuter | Utv = Utvisningsminuter |
| År                            | Lag                           | Mästerskap                    | Matcher | Mål                     | Assists                 | Poäng                   | Utv                     |                         |
| ----------------------------- | ----------------------------- | ----------------------------- | ------- | ----------------------- | ----------------------- | ----------------------- | ----------------------- | ----------------------- |
| 2014                          | USA                           | U18-VM                        | 7       | 1                       | 4                       | 5                       | 4                       |                         |
| 2015                          | USA                           | JVM                           | 5       | 0                       | 2                       | 2                       | 0                       |                         |
| 2016                          | USA                           | VM                            | 10      | 1                       | 2                       | 3                       | 4                       |                         |
| 2017                          | USA                           | VM                            | 8       | 0                       | 2                       | 2                       | 2                       |                         |
| 2019                          | USA                           | VM                            | 8       | 1                       | 3                       | 4                       | 0                       |                         |
| Junior totalt                 | Junior totalt                 | Junior totalt                 | 7       | 1                       | 4                       | 5                       | 4                       |                         |
| Senior totalt                 | Senior totalt                 | Senior totalt                 | 26      | 2                       | 7                       | 9                       | 6                       |                         |